# 內新里 (臺中市)
內新里，位於大里區中央偏東北。

## 里名由來
因境內中較大的聚落「內新」而得名。

## 地理
內新里劃分為34鄰。本里東隔大里溪與立仁里相接，西以中興路為界臨長榮里，南為中新里，北側為日新里。

## 行政區劃沿革
內新里於清代時隸屬藍興堡內新莊；明治35年（1902年）時，改隸臺中廳臺中區內新庄，至大正9年（1920年）則隨行政區調整，隸屬大屯郡大里庄內新大字。二次大戰結束後，國民政府接收臺灣，原先內新大字範圍被劃歸為內新村與東昇村，隸屬臺中縣大里鄉。民國59年（1970年），為因應眾多的外來人口，內新村被劃分為內新村、西榮村和日新村；民國82年（1993年）隨大里鄉升格為縣轄市大里市而改制為內新里。民國91年（2002年），行政區再次調整，析內新里南側置「中新里」，範圍就此底定至今。

## 交通
主要道路
- 台74線、環中東路六段。
- 中興路二段
- 東榮路一段
- 新仁路二段
- 益民路一段
- 德芳路一段

臺中市市區公車
| 市區公車編號 | 業者       | 營運區間                     |
| 7            | 東南客運   | 台中一中－長億高中           |
| 39           | 南投客運   | 高鐵台中站-立新國小          |
| 53           | 統聯客運   | 太原車站－省議會             |
| 53區         | 統聯客運   | 文心森林公園－省議會         |
| 201          | 台中客運   | 豐原－亞洲大學               |
| 201副        | 台中客運   | 豐原－亞洲大學               |
| 107          | 台中客運   | 黎明新村－舊正（烏溪橋頭）   |
| 108          | 台中客運   | 港尾－草屯                   |
| 131          | 台中客運   | 北屯區行政大樓－朝陽科技大學 |
| 132          | 台中客運   | 北屯區行政大樓－朝陽科技大學 |
| 281          | 中台灣客運 | 臺中－霧峰                   |
| 285          | 豐原客運   | 台中車站－崁頂               |

### 書籍
- 《臺灣地名辭書》卷十二《臺中縣》第二冊，第15-16頁

### 外部連結
- 臺中市大里區公所 沿革